# Kevin Serrapede
Kevin Serrapede, ameriški rokometaš, * 4. avgust 1948, Queens, New York City.
Leta 1972 je na poletnih olimpijskih igrah v Münchnu v sestavi ameriške rokometne reprezentance osvojil 14. mesto.
Čez štiri leta je z reprezentanco osvojil deseto mesto.